# Solpugella mubalea
Solpugella mubalea är en spindeldjursart som beskrevs av Roewer 1952. Solpugella mubalea ingår i släktet Solpugella och familjen Solpugidae. Inga underarter finns listade i Catalogue of Life.